# Premier League 2013/2014
Soutěžní ročník Premier League 2013/14 (podle hlavního sponzora známá jako Barclays Premier League) byl 115. ročníkem nejvyšší anglické fotbalové ligy a 22. ročníkem od založení Premier League. Soutěž byla započata 17. srpna 2013 a poslední kolo se odehrálo 11. května 2014. Svůj čtvrtý titul vybojoval tým Manchester City.

## Složení ligy v ročníku 2012/13
Soutěže se účastnilo 20 týmů, z toho 17 se kvalifikovalo z minulého ročníku. Poslední tři týmy předchozího ročníku, jimiž byly Wigan Athletics, Reading a Queens Park Rangers, sestoupily do Football League Championship.
Opačným směrem putovaly Cardiff City, Hull City (vítěz a druhý tým Football League Championship 2011/12) a Crystal Palace, který ve druhé lize skončil pátý, ale uspěl ve Football League Championship play-offs.
| Klub                 | 2012/13          | Město              | Stadión              |
| -------------------- | ---------------- | ------------------ | -------------------- |
| Manchester United    | Zlatá medaile    | Manchester         | Old Trafford         |
| Manchester City      | Stříbrná medaile | Manchester         | Etihad Stadium       |
| Chelsea              | Bronzová medaile | Londýn             | Stamford Bridge      |
| Arsenal              | 4.               | Londýn             | Emirates Stadium     |
| Tottenham Hotspur    | 5.               | Londýn             | White Hart Lane      |
| Everton              | 6.               | Liverpool          | Goodison Park        |
| Liverpool            | 7.               | Liverpool          | Anfield Road         |
| West Bromwich Albion | 8.               | West Bromwich      | The Hawthorns        |
| Swansea City         | 9.               | Swansea            | Liberty Stadium      |
| West Ham United      | 10.              | Londýn             | The Boleyn Ground    |
| Norwich City         | 11.              | Norwich            | Carrow Road          |
| Fulham               | 12.              | Londýn             | Craven Cottage       |
| Stoke City           | 13.              | Stoke              | Britannia Stadium    |
| Southampton          | 14.              | Southampton        | St Mary's Stadium    |
| Aston Villa          | 15.              | Birmingham         | Villa Park           |
| Newcastle United     | 16.              | Newcastle          | St James' Park       |
| Sunderland           | 17.              | Sunderland         | Stadium of Light     |
| Cardiff City         | 2. liga          | Cardiff            | Cardiff City Stadium |
| Crystal Palace       | 2. liga          | Londýn             | Selhurst Park        |
| Hull City            | 2. liga          | Kingston upon Hull | KC Stadium           |

### Realizační týmy a dresy
| Klub                 | Trenér              | Kapitán            | Výrobce dresu | Sponzor dresu      |
| -------------------- | ------------------- | ------------------ | ------------- | ------------------ |
| Arsenal              | Arsène Wenger       | Thomas Vermaelen   | Nike          | Emirates           |
| Aston Villa          | Paul Lambert        | Ron Vlaar          | Macron        | dafabet            |
| Cardiff City         | Ole Gunnar Solskjær | Mark Hudson        | Puma          | Malajsie           |
| Chelsea              | José Mourinho       | John Terry         | Adidas        | Samsung            |
| Crystal Palace       | Tony Pulis          | Paddy McCarthy     | Avec          | GAC Logistics      |
| Everton              | Roberto Martínez    | Phil Jagielka      | Nike          | Chang              |
| Fulham               | Felix Magath        | Brede Hangeland    | Adidas        | Marathonbet        |
| Hull City            | Steve Bruce         | Robert Koren       | Adidas        | Cash Converters    |
| Liverpool            | Brendan Rodgers     | Steven Gerrard     | Warrior       | Standard Chartered |
| Manchester City      | Manuel Pellegrini   | Vincent Kompany    | Nike          | Etihad Airways     |
| Manchester United    | Louis van Gaal      | Nemanja Vidić      | Nike          | Aon                |
| Newcastle United     | Alan Pardew         | Fabricio Coloccini | Puma          | Wonga              |
| Norwich City         | Neil Adams          | Russell Martin     | Erreà         | Aviva              |
| Southampton          | Mauricio Pochettino | Adam Lallana       | Adidas        | aap3               |
| Stoke City           | Mark Hughes         | Ryan Shawcross     | Adidas        | Bet365             |
| Sunderland           | Gus Poyet           | John O'Shea        | Adidas        | BFS Group          |
| Swansea City         | Garry Monk          | Ashley Williams    | Adidas        | GWFX               |
| Tottenham Hotspur    | Tim Sherwood        | Michael Dawson     | Under Armour  | HP                 |
| West Bromwich Albion | Pepe Mel            | Chris Brunt        | Adidas        | Zoopla             |
| West Ham United      | Sam Allardyce       | Kevin Nolan        | Adidas        | Alpari             |

### Trenérské změny
| Klub                 | Odcházející trenér   | Důvod odchodu    | Datum odchodu     | Pozice v tabulce | Příchozí trenér     | Datum příchodu     |
| -------------------- | -------------------- | ---------------- | ----------------- | ---------------- | ------------------- | ------------------ |
| Everton              | David Moyes          | Konec smlouvy    | 19. května 2013   | Před sezńou      | Roberto Martínez    | 5. června 2013     |
| Manchester City      | Brian Kidd (dočasný) | Konec smlouvy    | 19. května 2013   | Před sezńou      | Manuel Pellegrini   | 14. června 2013    |
| Stoke City           | Tony Pulis           | Vzájemná dohoda  | 21. května 2013   | Před sezńou      | Mark Hughes         | 30. května 2013    |
| Chelsea              | Rafael Benítez       | Konec smlouvy    | 27. května 2013   | Před sezńou      | José Mourinho       | 3. června 2013     |
| Manchester United    | Sir Alex Ferguson    | Ukončení kariéry | 1. července 2013  | Před sezńou      | David Moyes         | 1. července 2013   |
| Sunderland           | Paolo Di Canio       | Vyhozen          | 22. září 2013     | 20. místo        | Gus Poyet           | 8. října 2013      |
| Crystal Palace       | Ian Holloway         | Vzájemná dohoda  | 23. října 2013    | 19. místo        | Tony Pulis          | 23. listopadu 2013 |
| Fulham               | Martin Jol           | Vyhozen          | 1. prosince 2013  | 18. místo        | René Meulensteen    | 1. prosince 2013   |
| West Bromwich Albion | Steve Clarke         | Vyhozen          | 14. prosince 2013 | 16. místo        | Pepe Mel            | 9. ledna 2014      |
| Tottenham Hotspur    | André Villas-Boas    | Vzájemná dohoda  | 16. prosince 2013 | 7. místo         | Tim Sherwood        | 16. prosince 2013  |
| Cardiff City         | Malky Mackay         | Vyhozen          | 27. prosince 2013 | 16. místo        | Ole Gunnar Solskjær | 2. ledna 2014      |
| Swansea City         | Michael Laudrup      | Vyhozen          | 4. února 2014     | 12. místo        | Garry Monk          | 4. února 2014      |
| Fulham               | René Meulensteen     | Vyhozen          | 14. února 2014    | 20. místo        | Felix Magath        | 14. února 2014     |
| Norwich City         | Chris Hughton        | Vyhozen          | 6. dubna 2014     | 17. místo        | Neil Adams          | 6. dubna 2014      |
| Manchester United    | David Moyes          | Vyhozen          | 22. dubna 2014    | 7. místo         | Louis van Gaal      | 19. května 2014    |

## Tabulka
| Poř. | Tým                  | Z  | V  | R  | P  | VG  | OG | B  |
| ---- | -------------------- | -- | -- | -- | -- | --- | -- | -- |
| 1.   | Manchester City      | 38 | 27 | 5  | 6  | 102 | 37 | 86 |
| 2.   | Liverpool            | 38 | 26 | 6  | 6  | 101 | 50 | 84 |
| 3.   | Chelsea              | 38 | 25 | 7  | 6  | 71  | 27 | 82 |
| 4.   | Arsenal              | 38 | 24 | 7  | 7  | 68  | 41 | 79 |
| 5.   | Everton 1            | 38 | 21 | 9  | 8  | 61  | 39 | 72 |
| 6.   | Tottenham Hotspur 1  | 38 | 21 | 6  | 11 | 55  | 51 | 69 |
| 7.   | Manchester United    | 38 | 19 | 7  | 12 | 64  | 43 | 64 |
| 8.   | Southampton          | 38 | 15 | 11 | 12 | 54  | 46 | 56 |
| 9.   | Stoke City           | 38 | 13 | 11 | 14 | 45  | 52 | 50 |
| 10.  | Newcastle United     | 38 | 15 | 4  | 19 | 43  | 59 | 49 |
| 11.  | Crystal Palace       | 38 | 13 | 6  | 19 | 33  | 48 | 45 |
| 12.  | Swansea City         | 38 | 11 | 9  | 18 | 54  | 54 | 42 |
| 13.  | West Ham United      | 38 | 11 | 7  | 20 | 40  | 51 | 40 |
| 14.  | Sunderland           | 38 | 10 | 8  | 20 | 41  | 60 | 38 |
| 15.  | Aston Villa          | 38 | 10 | 8  | 20 | 39  | 61 | 38 |
| 16.  | Hull City 2          | 38 | 10 | 7  | 21 | 38  | 53 | 37 |
| 17.  | West Bromwich Albion | 38 | 7  | 15 | 16 | 43  | 59 | 36 |
| 18.  | Norwich City         | 38 | 8  | 9  | 21 | 28  | 62 | 33 |
| 19.  | Fulham               | 38 | 9  | 5  | 24 | 40  | 85 | 32 |
| 20.  | Cardiff City         | 38 | 7  | 9  | 22 | 32  | 74 | 30 |

Poznámky
- 1  Jelikož vítězové FA Cupu 2013/14 (Arsenal) i Capital One Cupu 2013/14 (Manchester City) si zajistili účast v bojích o Ligu mistrů UEFA 2014/15, právo účasti v základní skupině Evropské ligy UEFA 2014/15 a v play-off této soutěže přešlo na celky na 5. a 6. místě tabulky.
- 2  Hull City získal jako poražený finalista FA Cupu 2013/14 právo účasti ve 3. předkole Evropské ligy UEFA 2014/15.

|  | Přímý postup do Ligy mistrů 2014/15              |
|  | Postup do play-off Ligy mistrů 2014/15           |
|  | Přímý postup do Evropské Ligy UEFA 2014/15       |
|  | Postup do play-off Evropské Ligy UEFA 2014/15    |
|  | Postup do 3. předkola Evropské Ligy UEFA 2013/14 |
|  | Sestup do EFL Championship                       |

## Statistiky

### Střelci

#### Nejlepší střelci
|    | Hráč             | Klub              | Góly |
| -- | ---------------- | ----------------- | ---- |
| 1. | Luis Suárez      | Liverpool         | 31   |
| 2. | Daniel Sturridge | Liverpool         | 21   |
| 3. | Yaya Touré       | Manchester City   | 20   |
| 4. | Sergio Agüero    | Manchester City   | 17   |
| 4. | Wayne Rooney     | Manchester United | 17   |
| 6. | Wilfried Bony    | Swansea City      | 16   |
| 6. | Edin Džeko       | Manchester City   | 16   |
| 6. | Olivier Giroud   | Arsenal           | 16   |
| 9. | Romelu Lukaku    | Everton           | 15   |
| 9. | Jay Rodriguez    | Southampton       | 15   |

#### Hattricky
| Hráč           | Klub            | Soupeř               | Skóre | Datum            |
| -------------- | --------------- | -------------------- | ----- | ---------------- |
| Luis Suárez    | Liverpool       | West Bromwich Albion | 4:1   | 26. října 2013   |
| Luis Suárez4   | Liverpool       | Norwich City         | 5:1   | 4. prosince 2013 |
| Adam Johnson   | Sunderland      | Fulham               | 4:1   | 11. ledna 2014   |
| Samuel Eto'o   | Chelsea         | Manchester United    | 3:1   | 19. ledna 2014   |
| Eden Hazard    | Chelsea         | Newcastle United     | 3:0   | 8. února 2014    |
| André Schürrle | Chelsea         | Fulham               | 3:1   | 1. března 2014   |
| Yaya Touré     | Manchester City | Fulham               | 5:0   | 22. března 2014  |
| Luis Suárez    | Liverpool       | Cardiff City         | 6:3   | 22. března 2014  |

4 Hráč vstřelil 4 góly

#### Nejlepší asistenti
|    | Hráč              | Klub              | Asistence |
| -- | ----------------- | ----------------- | --------- |
| 1. | Steven Gerrard    | Liverpool         | 13        |
| 2. | Luis Suárez       | Liverpool         | 12        |
| 3. | Rickie Lambert    | Southampton       | 10        |
| 3. | Wayne Rooney      | Manchester United | 10        |
| 5. | Mesut Özil        | Arsenal           | 9         |
| 5. | David Silva       | Manchester City   | 9         |
| 5. | Yaya Touré        | Manchester City   | 9         |
| 8. | Santi Cazorla     | Arsenal           | 8         |
| 8. | Christian Eriksen | Tottenham Hotspur | 8         |
| 8. | Olivier Giroud    | Arsenal           | 8         |
| 8. | Kevin Mirallas    | Everton           | 8         |
| 8. | Aaron Ramsey      | Arsenal           | 8         |

### Čistá konta
|     | Hráč              | Klub              | Čistá konta |
| --- | ----------------- | ----------------- | ----------- |
| 1.  | Petr Čech         | Chelsea           | 16          |
| 1.  | Wojciech Szczęsny | Arsenal           | 16          |
| 3.  | Tim Howard        | Everton           | 15          |
| 4.  | Artur Boruc       | Southampton       | 14          |
| 4.  | Hugo Lloris       | Tottenham Hotspur | 14          |
| 6.  | Joe Hart          | Manchester City   | 13          |
| 7.  | David de Gea      | Manchester United | 12          |
| 7.  | John Ruddy        | Norwich City      | 12          |
| 7.  | Julián Speroni    | Crystal Palace    | 12          |
| 10. | Vito Mannone      | Sunderland        | 11          |

### Disciplína

#### Hráči
- Nejvíce žlutých karet:[77] 11
  -  Pablo Zabaleta (Manchester City)
- Nejvíce červených karet:[77] 3
  -  Wes Brown (Sunderland)

#### Klub
- Nejvíce žlutých karet:[78] 78
  - Aston Villa
- Nejvíce červených karet:[78] 7
  - Sunderland

## Ocenění

### Měsíční
| Měsíc    | Trenér měsíce       | Trenér měsíce    | Hráč měsíce                            | Hráč měsíce      | Reference |
| Měsíc    | Trenér              | Klub             | Hráč                                   | Klub             | Reference |
| -------- | ------------------- | ---------------- | -------------------------------------- | ---------------- | --------- |
| Srpen    | Brendan Rodgers     | Liverpool        | Daniel Sturridge                       | Liverpool        | [ 79 ]    |
| Září     | Arsène Wenger       | Arsenal          | Aaron Ramsey                           | Arsenal          | [ 80 ]    |
| Říjen    | Mauricio Pochettino | Southampton      | Sergio Agüero                          | Manchester City  | [ 81 ]    |
| Listopad | Alan Pardew         | Newcastle United | Tim Krul                               | Newcastle United | [ 82 ]    |
| Prosinec | Manuel Pellegrini   | Manchester City  | Luis Suárez                            | Liverpool        | [ 83 ]    |
| Leden    | Manuel Pellegrini   | Manchester City  | Adam Johnson                           | Sunderland       | [ 84 ]    |
| Únor     | Sam Allardyce       | West Ham United  | Daniel Sturridge                       | Liverpool        | [ 85 ]    |
| Březen   | Brendan Rodgers     | Liverpool        | Luis Suárez a Steven Gerrard (sdílené) | Liverpool        | [ 86 ]    |
| Duben    | Tony Pulis          | Crystal Palace   | Connor Wickham                         | Sunderland       | [ 87 ]    |

### Roční ocenění
| Ocenění                              | Vítěz       | Klub           |
| ------------------------------------ | ----------- | -------------- |
| Premier League Manager of the Season | Tony Pulis  | Crystal Palace |
| Premier League Player of the Season  | Luis Suárez | Liverpool      |
| PFA Players' Player of the Year      | Luis Suárez | Liverpool      |
| PFA Young Player of the Year         | Eden Hazard | Chelsea        |
| Hráč roku dle FWA                    | Luis Suárez | Liverpool      |

| PFA Team of the Year | PFA Team of the Year       | PFA Team of the Year       | PFA Team of the Year              | PFA Team of the Year         |
| -------------------- | -------------------------- | -------------------------- | --------------------------------- | ---------------------------- |
| Brankář              | Petr Čech (Chelsea)        | Petr Čech (Chelsea)        | Petr Čech (Chelsea)               | Petr Čech (Chelsea)          |
| Obránci              | Séamus Coleman (Everton)   | Gary Cahill (Chelsea)      | Vincent Kompany (Manchester City) | Luke Shaw (Southampton)      |
| Záložníci            | Steven Gerrard (Liverpool) | Adam Lallana (Southampton) | Yaya Touré (Manchester City)      | Eden Hazard (Chelsea)        |
| Útočníci             | Luis Suárez (Liverpool)    | Luis Suárez (Liverpool)    | Daniel Sturridge (Liverpool)      | Daniel Sturridge (Liverpool) |

## Vítěz
| Premier League 2013/14 Manchester City FC (4. titul) |